# Стендаль
Мари́-Анри́ Бейль (фр. Marie-Henri Beyle; 23 января 1783, Гренобль — 23 марта 1842, Париж) — французский писатель, искусствовед, дипломат, один из основоположников психологического романа. В печати выступал под различными псевдонимами, наиболее важные произведения опубликовал под именем Стенда́ль (Stendhal). При жизни был известен не столько как беллетрист, сколько как автор книг о достопримечательностях Италии.
Основные художественные произведения Стендаля — романы «Красное и чёрное», «Пармская обитель» и «Люсьен Левен», автобиографические повести «Жизнь Анри Брюлара» и «Воспоминания эготиста», цикл новелл «Итальянские хроники» (наиболее известная новелла — «Ванина Ванини»).

## Биография

### Ранние годы
Анри Бейль родился 23 января 1783 года в Гренобле в семье адвоката Шерюбена Бейля. Генриетта Бейль, мать писателя, умерла при родах, в 1790 году, когда мальчику исполнилось семь лет. Поэтому его воспитанием занимались тётка Серафи и отец. С ними отношения у маленького Анри не сложились. Тепло и внимательно к мальчику относился лишь его дед, Анри Ганьон. Позже в автобиографии «Жизнь Анри Брюлара» Стендаль вспоминал: «Я был всецело воспитан моим милым дедом, Анри Ганьоном. Этот редкостный человек в своё время совершил паломничество в Ферней, чтобы повидать Вольтера, и был им прекрасно принят…». Анри Ганьон был поклонником просветителей и познакомил Стендаля с творчеством Вольтера, Дидро и Гельвеция. С тех пор у Стендаля зарождается отвращение к клерикализму. Из-за столкновения в детстве с иезуитом Райяном, который заставлял его читать Библию, Стендаль всю жизнь испытывал ужас и недоверие к священнослужителям.
Учась в гренобльской центральной школе, Анри следил за развитием революции, хотя вряд ли понимал её важность. Проучился в школе всего три года, освоив, по его собственному признанию, только лишь латынь. Кроме того, он увлекался математикой, логикой, занимался философией, изучал историю искусств.
В 1799 году отправился в Париж с намерением поступить в Политехническую школу. Однако вместо этого, вдохновлённый переворотом Наполеона, поступил на службу в действующую армию, где был зачислен сублейтенантом в драгунский полк. Влиятельные родственники из семейства Дарю выхлопотали для Бейля назначение на север Италии; прибыв туда, юноша на всю жизнь влюбился в эту страну. Историк масонства А. Меллор полагал, что «масонство Стендаля не стало достоянием широкой гласности, хотя он и принадлежал в течение некоторого времени к ордену».
В 1802 году, постепенно разочаровавшись в Наполеоне, он подаёт в отставку и живёт на протяжении последующих трёх лет в Париже, занимаясь самообразованием, изучая философию, литературу и английский язык. Как следует из дневников того времени, Анри Бейль мечтал о карьере драматурга, «нового Мольера». Влюбившись в актрису Мелани Луазон, молодой человек последовал за ней в Марсель. В 1805 году он снова вернулся на службу в армию, но на этот раз интендантом. В должности офицера интендантской службы наполеоновской армии Анри побывал в Италии, Германии, Австрии. В походах он находил время для размышлений и писал заметки о живописи и музыке, исписывая своими заметками толстые тетради. Часть этих тетрадей погибла при переправе через Березину.
В 1812 году Анри принял участие в русской кампании Наполеона. Побывал в Смоленске, Вязьме, Орше, был свидетелем Бородинского сражения. Видел, как горела оставленная Москва, хотя собственно боевого опыта у него не было.

### Литературная деятельность
После окончания наполеоновской эпохи будущий писатель, негативно воспринимавший Реставрацию Бурбонов, подал в отставку и уехал на семь лет в Италию, в Милан. Именно здесь он написал и подготовил к печати свои первые книги: «Жизнеописание Гайдна, Моцарта и Метастазио» (1815), «История живописи в Италии» (1817), «Рим, Неаполь и Флоренция в 1817 году». Большие отрывки текста этих книг позаимствованы из произведений других авторов.
Претендуя на лавры нового Винкельмана, Анри Бейль принимает основной псевдоним по названию родного города этого автора. В Италии Анри сближается с республиканцами — карбонариями. Здесь же он пережил безнадёжную любовь к Матильде Висконтини-Дембовской, супруге польского генерала Яна Дембовского, которая рано умерла, но навсегда оставила след в его сердце.
В 1820 году в Италии начинается преследование карбонариев (в том числе друзей Стендаля), вынудившее его два года спустя вернуться на родину. Отвращение к реакционному австрийскому режиму, установившему своё господство на севере Италии, он впоследствии опишет на страницах романа «Пармская обитель». Париж встретил писателя неприветливо, так как сюда добрались слухи о его сомнительных итальянских знакомствах, и ему пришлось быть очень осторожным. Он печатается в английских журналах, не подписывая свои статьи (авторство этих статей было определено лишь сто лет спустя). В 1822 году опубликовал книгу «О любви» в различные исторические эпохи. В 1823 году в Париже увидел свет французского романтизма — трактат «Расин и Шекспир».
В 1820-е годы Стендаль стяжал себе в литературных салонах репутацию неутомимого и остроумного спорщика. В те же годы он создал несколько произведений, свидетельствующих о его движении в сторону реализма. Издал анонимно свой первый роман «Арманс» (1827), повесть «Ванина Ванини» (1829). В том же 1829 году ему предложили создать путеводитель по Риму, он откликнулся — так появилась книга «Прогулки по Риму», представляющая собой рассказ французских путешественников о поездке в Италию. В 1830 году вышел в свет роман «Красное и чёрное», основанный на происшествии, о котором автор прочёл в газетном разделе криминальной хроники. Эти годы были достаточно тяжёлыми в жизни писателя, не имеющего постоянного заработка. Он рисовал пистолеты на полях своих рукописей и писал многочисленные завещания.

### Поздний период
После установления 28 июля 1830 года Июльской монархии во Франции, Стендаль поступил на государственную службу. Он был назначен французским консулом в Триесте, а затем в Чивитавеккию, где консулом проработает до самой смерти. В этом портовом городке парижанину было скучно и одиноко, чиновничья рутина оставляла мало времени для литературных занятий. Чтобы развеяться, он часто ездил в Рим. В 1832 году начал писать «Воспоминания эготиста», а ещё через два года занялся романом «Люсьен Левен», который позднее забросил. С 1835 по 1836 год был увлечён написанием автобиографического романа «Жизнь Анри Брюлара».
15 января 1835 года Стендаль был награждён орденом Почётного легиона. Выхлопотав себе продолжительный отпуск, он провёл в Париже три плодотворных года (1836—1839). За это время были написаны «Записки туриста» (опубликованы в 1838 году) и последний роман «Пармская обитель». Стендаль, если не придумал слово «туризм», то первым ввёл его в широкий оборот. Внимание широкой читающей публики к фигуре Стендаля в 1840 году привлёк один из популярнейших французских романистов, Бальзак, в своём «Этюде о Бейле». По поводу этой статьи Андре Моруа заметил: «Гений, открывающий другого гения, — эта картина согревает душу, особенно когда вспоминаешь, что в ту пору ни тот, ни другой ещё не были в полной мере оценены критикой». Незадолго до смерти дипломатическое ведомство предоставило писателю новый отпуск, позволивший ему в последний раз вернуться в Париж.
Последние годы писатель находился в очень тяжёлом состоянии: болезнь прогрессировала. В своём дневнике он писал, что принимает для лечения препараты ртути и иодид калия, и что иногда он настолько слаб, что едва может держать перо, и потому вынужден диктовать тексты. Препараты ртути известны многими побочными эффектами. Предположение, что Стендаль умер от сифилиса, не имеет достаточных подтверждений. В XIX веке отсутствовала релевантная диагностика этого недуга (так, например, гонорея считалась начальным этапом заболевания, отсутствовали микробиологические, гистологические, цитологические и иные исследования) — с одной стороны. С другой — целый ряд деятелей европейской культуры считались умершими от сифилиса — Гейне, Бетховен, Тургенев и многие другие. Во второй половине XX века эта точка зрения была пересмотрена. Так, например, Генрих Гейне сейчас рассматривается как страдавший одним из редких неврологических недугов (точнее говоря, редкой формой одного из недугов).
23 марта 1842 года Стендаль, потеряв сознание, упал прямо на улице и через несколько часов скончался. Смерть, вероятнее всего, наступила от повторного инсульта. Двумя годами ранее он перенёс первый инсульт, сопровождавшийся выраженной неврологической симптоматикой, включая афазию.
Похоронен Стендаль на кладбище Монмартр.
В завещании писатель просил написать на могильной плите (на итальянском языке):
Арриго Бейль

Миланец

Писал. Любил. Жил.

## Произведения
Художественная проза составляет малую толику написанного и опубликованного Бейлем. Чтобы заработать себе на хлеб, на заре своей литературной деятельности он в большой спешке «создавал жизнеописания, трактаты, воспоминания, мемуары, путевые очерки, статьи, даже своеобразные „путеводители“ и написал книг такого рода значительно больше, чем романов или новеллистических сборников» (Д. В. Затонский).
Первыми трудами Бейля по эстетической критике и истории искусств были «Lettres sur Haydn» (Париж, 1814) и «Жизнь Гайдна, Моцарта и Метастазио» (1817), изданные им под псевдонимом Бомбе (Bombet). Более зрелыми считаются сочинения «Жизнь Россини» (2 тома, Париж, 1823), «Расин и Шекспир» (Париж, 1825, эстетическое кредо Стендаля) и «Del romantismo nelle arti» (Флоренция, 1819).
Его путевые очерки «Рим, Неаполь и Флоренция») 1818) и «Прогулки по Риму» (2 тома, 1829) на протяжении всего XIX века пользовались успехом у путешествующих по Италии (хотя с позиций сегодняшней науки его основные оценки представляются безнадёжно устаревшими). Стендалю принадлежат также «История живописи в Италии» (т. 1—2; 1817), «Записки туриста» (фр. «Mémoires d'un touriste», т. 1—2, 1838), трактат «О любви» (опубликован в 1822).
Романы и повести
- Первый роман — «Арманс» (фр. «Armance», т. 1—3, 1827) — о девушке из России, которая получает наследство репрессированного декабриста; успеха не имел.
- «Ванина Ванини» (1829) — повесть о роковой любви аристократки и карбонария; экранизирована в 1961 году Роберто Росселлини
- «Красное и чёрное» (1831) — важнейшее произведение Стендаля, первый в европейской литературе роман карьеры; получил высокую оценку крупных литераторов, включая Пушкина и Бальзака, но у широкой публики успеха поначалу не имел.
- В авантюрном романе «Пармская обитель» (1839—1846) Стендаль даёт увлекательное описание придворных интриг при маленьком итальянском дворе; к этому сочинению восходит руританская традиция европейской литературы.

Незаконченные художественные произведения
- Роман «Красное и белое», или «Люсьен Левен» (1834—1836, опубликован в 1929).
- Посмертно опубликованы автобиографические повести «Жизнь Анри Брюлара» (фр. «Vie de Henry Brulard», 1835, изд. 1890) и «Воспоминания эготиста» (фр. «Souvenirs d'égotisme», 1832, изд. 1892), неоконченный роман «Ламьель» (фр. «Lamiel», 1839—1842, изд. 1889, полностью 1928) и «Чрезмерная благосклонность губительна» (1839, изд. 1912—1913).

Итальянские повести
Разбирая архивы Папского государства эпохи Возрождения, Стендаль обнаружил немало романтических историй, которые в 1830-х годах подготовил для печати под названием «Итальянские хроники» (фр. «Chroniques italiennes»). Отдельное издание этих историй последовало в 1855 году.

### Издания
- Полное собрание сочинений Бейля в 18 томах (Париж, 1855—1856), как и два тома его переписки (1857) издал Проспер Мериме.
- Собр. соч. под ред. А. А. Смирнова и Б. Г. Реизова, т. 1—15, Ленинград — Москва, 1933—1950.
- Собр. соч. в 15 тт. Общая ред. и вступ. ст. Б. Г. Реизова, т. 1—15, Москва, 1959.
- Стендаль (Бейль А. М.). Москва в первые два дня вступления в неё французов в 1812 году. (Из дневника Стендаля) / Сообщ. В. Горленко, примеч. П. И. Бартенева // Русский архив, 1891. — Кн. 2. — Вып. 8. — С. 490—495. Архивная копия от 7 января 2012 на Wayback Machine

## Характеристика творчества
Своё эстетическое кредо Стендаль выразил в статьях «Расин и Шекспир» (1822, 1825) и «Вальтер Скотт и „Принцесса Клевская“» (1830). В первой из них он трактует романтизм не как конкретно-историческое явление, присущее началу XIX века, а как бунт новаторов любой эпохи против условностей предыдущего периода. Эталон романтизма для Стендаля — Шекспир, который «учит движению, изменчивости, непредсказуемой сложности мировосприятия». Во второй статье он отказывается от вальтер-скоттовского тяготения к описанию «одежды героев, пейзажа, среди которого они находятся, че́рт их лиц». По мнению писателя, куда продуктивнее в традиции мадам де Лафайет «описывать страсти и различные чувства, волнующие их души».
Как и другие романтики, Стендаль жаждал сильных чувств, но не мог закрывать глаза на торжество мещанства, последовавшее за свержением Наполеона. На смену веку наполеоновских маршалов — фигур по-своему столь же ярких и цельных, как кондотьеры Возрождения, — пришли «утрата личности, усыхание характера, распад индивида». Подобно тому, как другие французские писатели XIX века искали противоядие от пошлой обыденности в романтическом побеге на Восток, в Африку, реже на Корсику или в Испанию, Стендаль создал для себя идеализированный образ Италии как мира, сохранявшего, в его представлении, прямую историческую преемственность с дорогой его сердцу эпохой Возрождения.

## Значение и влияние
В то время, когда Стендаль сформулировал свои эстетические взгляды, европейская проза находилась всецело под обаянием Вальтера Скотта. Передовые писатели предпочитали неспешное развёртывание повествования с обстоятельной экспозицией и пространными описаниями, призванными погрузить читателя в среду, где происходит действие. Подвижная, динамичная проза Стендаля опередила своё время. Он сам предсказывал, что его смогут оценить не ранее 1880 года. Андре Жид и Максим Горький характеризовали стендалевские романы как «письма в будущее».
И действительно, возрождение интереса к Стендалю пришлось на вторую половину XIX века. Поклонники Стендаля вывели из его произведений целую теорию счастья — так называемый «бейлизм», который предписывал «не упускать ни одной возможности насладиться красотою мира, а также жить в ожидании неожиданного, находиться в постоянной готовности к божественной непредвиденности». Гедонистический пафос творчества Стендаля унаследовал один из крупных французских писателей Андре Жид, а доскональный анализ психологических мотивировок и последовательная дегероизация военного опыта позволяют считать Стендаля непосредственным предшественником Льва Толстого.
Психологические воззрения Стендаля не потеряли своего значения до наших дней. Так, его теория «кристаллизации любви» представлена в 1983 году в виде выдержек из его текста (книги) «О любви» в «Хрестоматии по психологии эмоций», вышедшей под редакцией Юлии Гиппенрейтер.